# Mas d'en Cabrer
El Mas d'en Cabrer és una masia de Riudecols (Baix Camp) inclosa a l'Inventari del Patrimoni Arquitectònic de Catalunya.

## Descripció
La masia té dos edificis adossats en angle recte. El més important té planta baixa i dos pisos. La façana presenta una porta d'arc rodó i, al capdamunt, un penell de ferro amb una creu de tipus grec en la cota màxima, així com un rellotge de sol amb la data. En una paret lateral, donant a una placeta, hi ha un arc carpanell insinuat, protegint un petit mosaic marià amb la Verge de Montserrat encastat enmig d'un pany de còdols regulars. Davant del mas hi ha l'antiga era de batre, enrajolada. L'obra és de pedra i argamassa, amb reforços de maons, els sostres amb bigues i cairats de fusta, els paviments de rajola rústega i les cobertes amb teules, a dues vessants.

## Història
El mas dona nom a la partida i al barranc que hi passa. Les terres ocupen 56 Ha i 50 a i el mas 300 m². És d'ús agrícola. Al rellotge de sol hi posa la data "XX ABRIL MCMXXIX", mig esborrada.